# Protoventuria ledi
Protoventuria ledi är en svampart som tillhör divisionen sporsäcksvampar, och som först beskrevs av Margaret E. Barr, och fick sitt nu gällande namn av Margaret E. Barr. Protoventuria ledi ingår i släktet Protoventuria, och familjen Venturiaceae. Arten är reproducerande i Sverige.